# Tursiops truncatus
El delfín mular, delfín nariz de botella o delfín de hocico de botella (Tursiops truncatus) es una especie de cetáceo odontoceto de la familia Delphinidae. 
De las más de 30 especies de delfines que existen, es la más común y más conocida de la familia. Ello se debe a que con frecuencia se tiene en cautiverio.
En estado salvaje, estos delfines viven en grupos de hasta 10 o 12 individuos. Como otros delfines, se sirven de un sistema de ecolocalización para localizar su alimento y, a menudo, cooperan entre ellos para acorralar a sus presas. Frecuentemente surcan la estela dejada por los barcos.
Habitan en los mares cálidos y templados de todo el mundo y pueden encontrarse en todos los océanos a excepción del Ártico y el Antártico.

## Comportamiento y vida

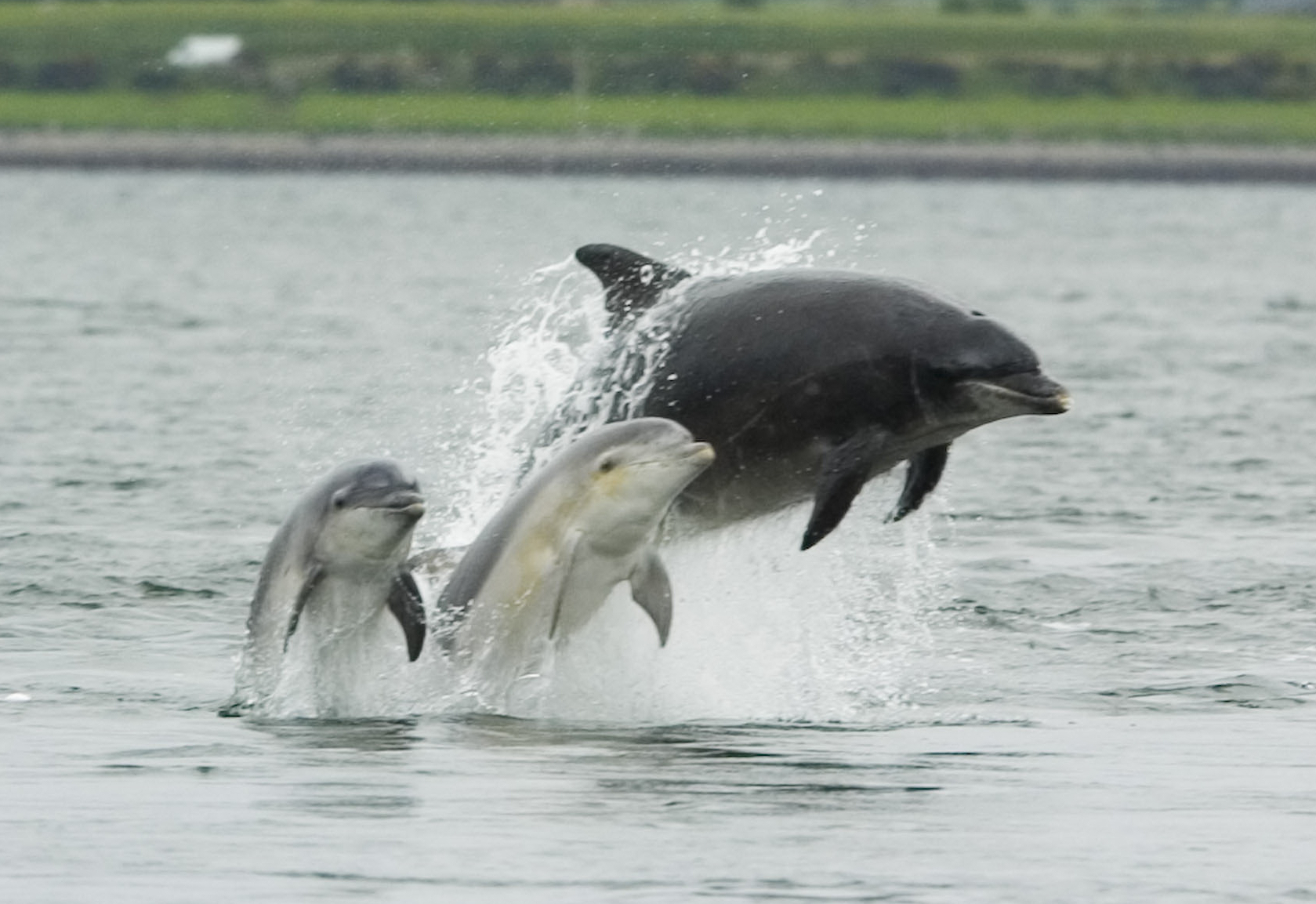
Familia de delfines avistados en Moray Firth (Escocia).

Los delfines mulares nadan a una velocidad de 5-11 km/h (3-6 nudos); en tiempos cortos pueden alcanzar velocidades máximas de 35 km/h (21 nudos).
Cada 5-8 minutos, los delfines tienen que salir a la superficie para respirar a través de su espiráculo (en promedio, respiran más a menudo). Su sueño es así muy ligero; algunos científicos han sugerido que las dos mitades de sus cerebros se turnan en dormir y despertar.
Los delfines mulares viven normalmente en grupos, conteniendo hasta 12 animales; se trata de unidades sociales a largo plazo. Típicamente, un grupo de hembras y sus jóvenes viven juntos, y juveniles en una mezclada. Varias de estas pueden constituir grupos más grandes de cientos de delfines o más. Los machos viven solamente en grupos de 2-3 y ensamblan por períodos del tiempo cortos.
La especie se conoce por su carácter y curiosidad amistosos. Es frecuente que un zambullidor sea investigado por un grupo de ellos. De vez en cuando, los delfines han rescatado a zambullidores en peligro llevándolos a la superficie, un comportamiento que también demuestran hacia los miembros en peligro de sus propias especies. En noviembre de 2004, un informe más dramático de la intervención de un delfín vino de Nueva Zelanda: un gran tiburón blanco se acercó a tres salvavidas, nadando a 100 m de la costa cerca de Whangarei. Un grupo de delfines, detectando al parecer el peligro de los nadadores, se reunió y los rodeó firmemente por cuarenta minutos, previniendo un ataque de tiburón.
Los delfines son depredadores, así pues, también demuestran comportamientos agresivos. Esto incluye luchas entre los machos para el acceso a las hembras, así como agresiones hacia tiburones y otras especies más pequeñas de delfines. Los machos alcanzan la madurez sexual a los 11 años; las hembras, a los 12. La época de celo suele ser en primavera. Los delfines macho, durante la estación de acoplamiento, compiten muy vigorosamente entre sí para demostrar su fuerza y tamaño.
La gestación dura unos 11-12 meses; habitualmente, tienen una cría, que suele medir 1-1,5 m y pesar entre 30 y 40 kg. Paren cada 2-3 años. El período de amamantamiento dura entre 12-18 meses.
Los delfines mulares hembra viven cerca de 40 años; la vida más agotadora de los machos toma al parecer su precio, y raramente viven más de 30 años.

## Dieta
La alimentación es costera y basada sobre todo en una variedad de peces y de invertebrados de las zonas litorales y sublitorales, mientras que los peces mesopelágicos y los calamares oceánicos se encuentran comúnmente en la dieta de aquellos alejados de la costa.  La dieta también varía con la disponibilidad local de la presa.

## Sentidos y comunicación
La búsqueda del alimento en el delfín es ayudada por una forma de ecolocalización, similar al sónar: localizan objetos produciendo sonidos y escuchando el eco. Estos sonidos son chasquidos que emiten en una columna enfocada hacia el frente del animal. Tienen dos aberturas pequeñas del oído detrás de los ojos, pero la mayoría de las ondas acústicas se transmiten al oído interno a través de la mandíbula inferior. Mientras que el objeto de interés se acerca, el eco crece más ruidosamente; los delfines ajustan entonces bajando el volumen de los sonidos emitidos (esto está en contraste a la técnica usada por el ecolocación del palo y el sónar humano: aquí la sensibilidad del receptor de los sonidos se disminuye.)
También tienen vista aguda. Los ojos están situados en los lados de la cabeza y tienen un tapetum lucidum que ayuda en condiciones de luz débil. Por el contrario, su sentido del olfato es muy pobre.
Los delfines mulares se comunican con los movimientos del cuerpo y con los sonidos, que producen con seis sacos de aire cerca de su espiráculo (carecen de cuerdas vocales). Cada animal tiene un sonido característico de firma con el cual se identifica ante los demás. Otras aplicaciones de la comunicación cerca de 30 sonidos distinguibles, por supuesto no existe una laringe. (Véase también el artículo sobre el cerebro del delfín para una información de carácter general sobre la inteligencia de los delfines).

## Comportamiento
Los delfines forman pequeños grupos que no superan la media de 12 ejemplares. El sistema social de esta especie es bastante complejo y recibe el nombre de sociedad fisión-fusión ya que sus individuos se asocian en pequeños grupos que cambian de composición en cortos períodos (días o incluso horas). Varios subgrupos se pueden unir para formar así asociaciones más numerosas.
Los delfines mulares estudiados por los biólogos del Instituto Para el Estudio de los Delfines Mulares BDRI en Cerdeña muestran particulares asociaciones durante la alimentación en función de las habilidades de cada compañero. Dichos delfines mulares han cambiado sus hábitos desde la creación de un vivero de acuicultura en la zona.
Los delfines mulares también interaccionan con otras actividades humanas como la pesca con redes costeras y el arrastre tratando de obtener el alimento que queda en las redes. Dicha interacción tiene un claro efecto negativo en forma de capturas accidentales de delfines que quedan enmallados en las redes de pesca.

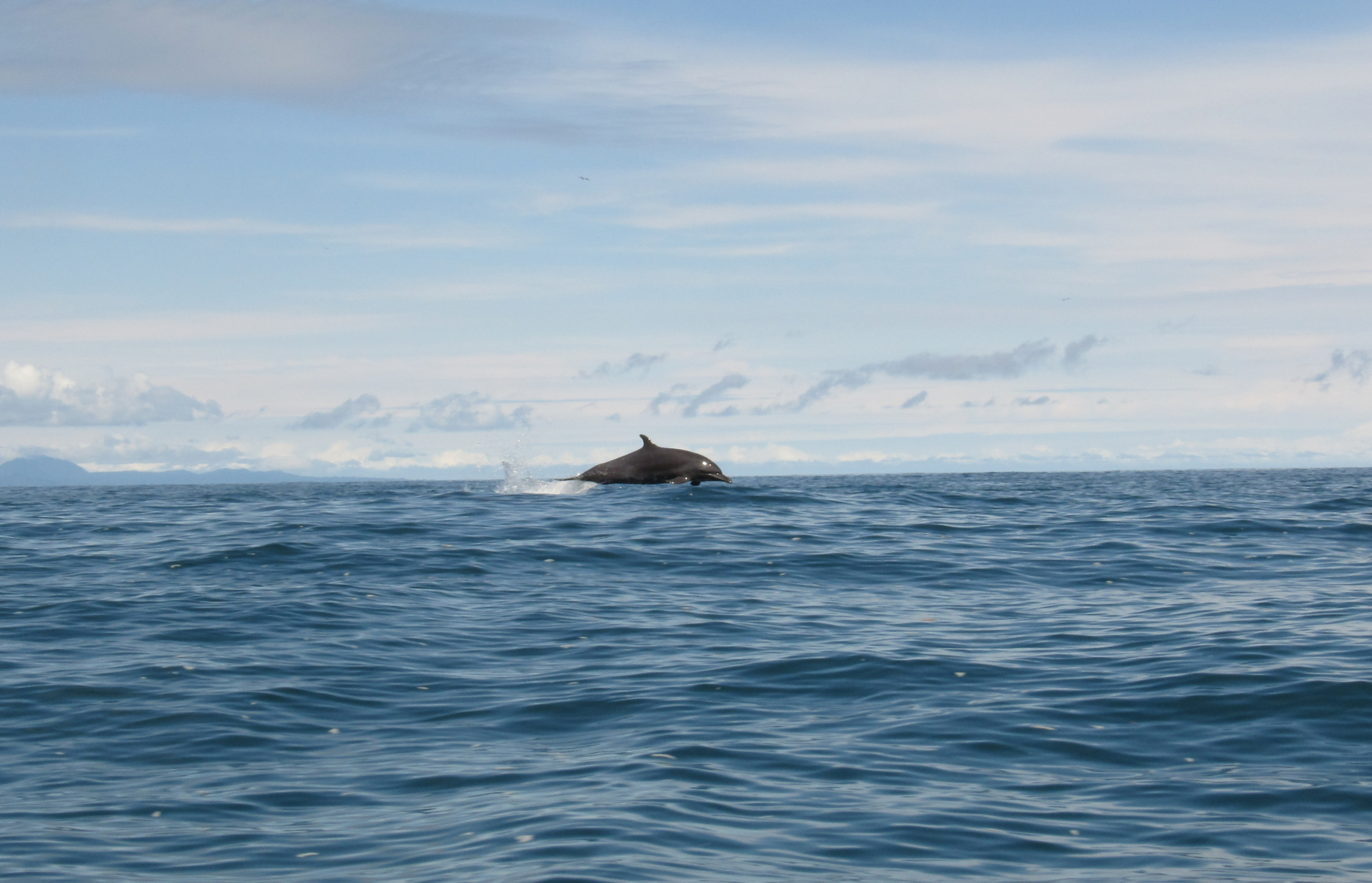
Delfín en el Chocó colombiano

Según investigadores del Instituto para el estudio de los delfines mulares BDRI, la familiarización de los delfines ante la alta presencia de embarcaciones de recreo en nuestras aguas "tiene un valor de supervivencia obvio", ya que la aclimatación permite al mamífero ignorar estímulos sin ninguna información biológica relevante y minimiza el gasto de energía en la huida cuando se acercan los barcos. De este modo, los delfines pueden centrarse más en la búsqueda de presas para alimentarse. Sin embargo, el acomodo de estos animales a la presencia humana, como ocurre con los chimpancés o las ballenas grises, puede suponer un riesgo para su supervivencia. Según los expertos, la "falta de cautela" hacia los humanos, aunque sean "relaciones benignas", puede causar en los delfines solitarios y sociables "graves lesiones o la muerte".
Los delfines sienten la electricidad y usan los campos eléctricos para localizar a sus presas escondidas en el fondo del mar.

## Inteligencia

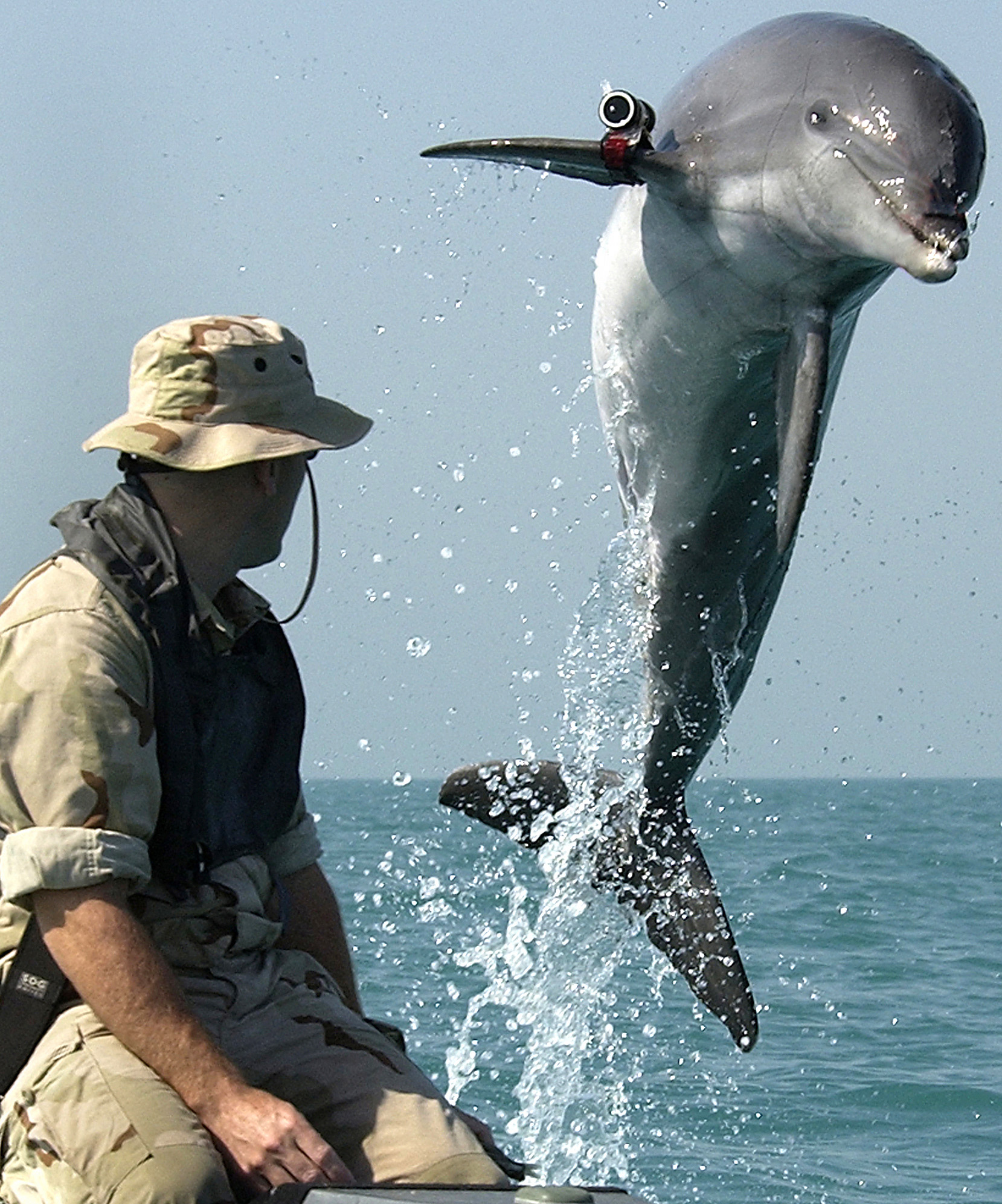
K-Dog, entrenado por la Marina de los Estados Unidos para encontrar minas y trampas submarinas, saltando fuera del agua.

Se ha confirmado que los delfines mulares son el segundo animal más inteligente del planeta, después del ser humano y por delante de los grandes simios, contradiciendo lo que se creía hasta ese momento. Algunas características que definen la inteligencia de estos cetáceos son:
- Cerebro grande en proporción al cuerpo, con un tamaño superior al de los humanos.[9]
- La existencia de un lenguaje de chasquidos y silbidos, cuya precisión exacta es desconocida.[10]
- Autorreconocimiento en un espejo (prueba del espejo).
- Capacidad para aprender un lenguaje de gestos sencillo, mediante el cual pueden obedecer órdenes.[11]
- Uso de herramientas: las hembras utilizan esponjas para cubrirse el morro y protegerse a la hora de comer. Esta tradición, que se transmite de madres a hijas, nos indica que entre los delfines mulares hay cierta cultura.[12]

Los delfines mulares pueden ser entrenados para fines diversos. La marina de los Estados Unidos los entrena para detectar minas, proteger las instalaciones y atacar a enemigos, entre otras cosas. El más famoso de todos es K-dog (en la imagen).

## Subespecies
- Tursiops truncatus truncatus
- Tursiops truncatus ponticus, es el delfín mular del mar Negro. Se encuentra amenazado[13][14]
- Tursiops truncatus gephyreous conocido como "Tonina", habitaba en la costa argentina desde la Bahía Samborombón hasta Chubut. Se estima que a 2019 quedan unos 400 ejemplares. En su honor se nombró la localidad costera de Las Toninas pues a principios del siglo XX se podían observar ejemplares desde la costa de dicha localidad.